# Radweg (Feldkirchen in Kärnten)

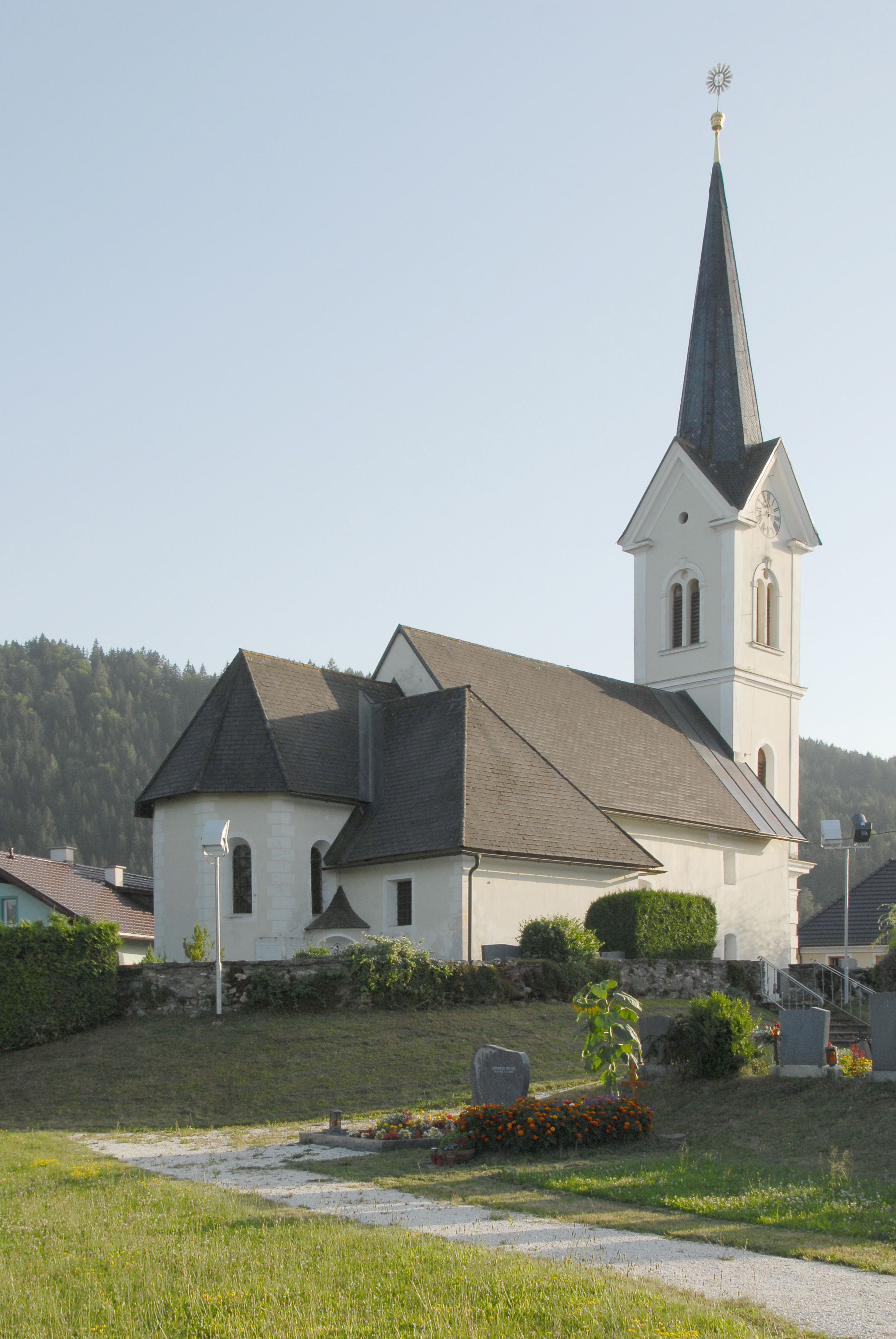
Pfarrkirche Sankt Radegund

Radweg  ist ein Ort in der Marktgemeinde Feldkirchen in Kärnten in Österreich. 315 Menschen lebten am 1. Jänner 2020 in Radweg.

## Bildung
In Radweg gibt es als Möglichkeit zur Bildung den Kindergarten Radweg 40 und die VS Radweg.

## Sehenswürdigkeiten
Die Pfarrkirche Radweg besitzt noch Mauern aus der ersten Hälfte des 12. Jahrhunderts. Der eingezogene Chor und die nordseitige Sakristei wurden um 1500 errichtet. Turm und Langhaus wurden 1897 ersetzt und ausgebaut. Franziskus Haferl bemalte 1838 die Langhausdecke mit dem Pfingstfest und den Medaillons der vier Evangelisten. Am Triumphbogen sind um 1430 gemalte Fragmente eines Jüngsten Gerichts und einer Kreuzigung erhalten.